# RSI LA1
RSI LA1, noto più semplicemente come LA1, è il primo canale televisivo della RSI, la filiale in lingua italiana dell'azienda radiotelevisiva pubblica svizzera SRG SSR. È stata la prima emittente televisiva internazionale in lingua italiana, avendo cominciato le trasmissioni nel 1958.
Fino al 28 febbraio 2009 era conosciuto con il nome di TSI 1.

## Programmazione
Si tratta di una rete tipicamente generalista. Trasmette quiz, giochi, telegiornali, programmi infotainment, documentari, film e a volte sport.

## Ricezione
La rete è stata trasmessa sul digitale terrestre in tutta la confederazione fino al 3 giugno 2019 ed è tuttora ricevibile anche via satellite in tutta Europa, seppur codificata interamente in Viaccess e visibile con la smart card Sat Access, via cavo in buona parte della Svizzera, via IPTV con gli operatori che forniscono il servizio ed in streaming sul sito ufficiale.
Negli anni settanta LA1 raggiungeva per via terrestre buona parte dell'Italia settentrionale e centrale, arrivando, seppur fuori banda, fino allo stretto di Messina, portandovi per prima le trasmissioni a colori.
Nel 1976 con l'arrivo delle TV locali, iniziò a scomparire da buona parte degli schermi italiani, ad eccezione di quelli nel Nord Italia.
Dal 1993 al 1997 la società di graphic design britannica Lambie-Nairn ha prodotto per LA1 gli ident e i bumper pubblicitari del trovatore mascherato, il quale venne interpretato dall'attore britannico Joplin Sibtain.
Nel 1994 ritornò ad essere visibile in Lombardia occidentale e Piemonte orientale grazie a un accordo, le cui trattative si sono protratte dal 1987, fra le PTT svizzere e le Poste Italiane.
Il 24 luglio 2006 cessarono le trasmissioni analogiche e di conseguenza anche l'irradiamento nel Nord Italia (visibile sporadicamente sul canale 24 del digitale terrestre, 498 MHz).
Il 5 giugno 2017 la rete subì un rinnovamento grafico per quanto riguarda i bumper pubblicitari. Nel dicembre 2018 avvenne un altro rinnovamento (parziale) dei bumper: vennero modificate la musica di sottofondo e il video.
Il 2 settembre 2019, con l'inizio della nuova stagione televisiva 2019-2020, la rete, insieme a RSI LA2, subì un rinnovamento grafico dei bumper pubblicitari; la stessa cosa è avvenuta anche durante l'estate 2020.
Assieme a LA2 il 28 agosto 2022 la rete subisce un rinnovamento grafico dei bumper pubblicitari a partire dalle 21:30 durante il programma "Che c'è in tivù?" che presenta per il secondo anno consecutivo, il palinsesto delle Reti RSI per l'autunno 2022.

## Programmi trasmessi

### Attualità
- Telegiornale
- Falò
- Il Quotidiano
- Info Notte
- L'Agenda
- Meteo RSI
- Patti chiari
- microMACRO
- 60 minuti
- Democrazia diretta
- Contesto

#### La Meteo
Nelle parti della Lombardia e del Piemonte presso il confine con il Canton Ticino, finché le trasmissioni erano "in chiaro" erano molto seguite le previsioni del tempo, ritenute particolarmente affidabili e citate nelle conversazioni sul tempo atmosferico come fonte autorevole ("Cosa dice la Svizzera?", "L'ha detto la Svizzera"). In modo scherzoso, si notava anche che nella TV italiana la comunicazione delle previsioni era affidata ad austeri colonnelli, mentre sulla TV svizzera ad avvenenti ragazze come Valeria Zanolli.

### Programmi storici
- Latele
- A modo mio
- Controluce
- EtaBeta
- Fuoricampo
- Il Regionale
- Interbang!?
- Mi ritorna in mente
- MicroMACRO
- Origami
- Quelli della girandola
- Scacciapensieri
- Storie
- TV Spot
- Un'ora per voi
- Musicalmente

### Lifestyle

#### Attualmente in onda
- Colazione con Peo
- Domenica (settembre 2022 - in corso)
- Strada Regina
- Siamo Fuori (2021-in corso)
- Come va? (2021 - in corso)
- La storia infinita (ottobre 2022 - in corso)

#### Non più in onda
- Cosa bolle in pentola
- Erbario
- I Cucinatori
- Piattoforte
- Cuochi d'artificio (2015-2018)
- Filo diretto (2018-2021)
- Borotalk (2019-2021)
- Fine mese (2022)
- Aspettando Colombo (gennaio 2022-maggio 2022)

### Quiz/Giochi

#### Attualmente in onda
- Zerovero (2005 - in corso)
- Solo 1 Lettera (2021 - in corso)
- Attenti a quei due (2006-2013, 2022 - in produzione)

#### Non più in onda
- Via col venti (fino a maggio 2022)
- Generation
- Prova a chiedermelo (2020)
- Il rompiscatole (2012-2019, 2020-2021)
- Sei centro! (2020)
- Celomanca
- Pausa Pranzo
- Spaccatredici
- UnoNessunoCentomila
- Fuori in 20 minuti
- Molla l'osso (2009-2019)
- Cash (versione estiva, 2012-2019) (ed. speciale: +3º 2017)

### Spettacoli
- Serata finale dell'Eurovision Song Contest (la semifinale è trasmessa da LA2);

### Telefilm
- Baby Daddy
- Babylon Berlin
- Blue Bloods
- Body of Proof
- Brothers & Sisters
- Burn Notice - Duro a morire
- Casa Flora
- Circle of Life
- Chase
- CSI: Miami
- CSI: New York
- CSI - Scena del crimine
- CSI: Vegas
- Castle - Detective tra le righe
- Cold Case
- Criminal minds
- Damages
- Desperate Housewives
- Detective Monk
- Dr. House - Medical Division
- Drop Dead Diva
- Due uomini e mezzo
- E.R. - Medici in prima linea
- Friends (con il titolo Amici)
- Ghost Whisperer
- Grey's Anatomy
- Hawaii Five-O
- Hawthorne - Angeli in corsia
- Homeland - Caccia alla spia
- E alla fine arriva mamma
- I misteri di Murdoch
- Il Commissario Kress
- La signora in giallo
- La tata
- La vita secondo Jim
- Law & Order: Criminal Intent
- Le sorelle McLeod
- Lie to me
- Life
- Lost
- Maigret
- Modern Family
- Modus
- NCIS
- Numb3rs
- On Becoming a God
- One Tree Hill
- Padre Brown
- Private Practice
- Private Eyes
- Psych
- Revenge
- Rizzoli & Isles
- Royal Pains
- Sea Patrol
- Sherlock
- Siska
- Streghe
- Squadra Speciale Cobra 11
- The Closer
- The Forgotten
- The Good Wife
- The Mentalist
- The Rookie
- Tutti amano Raymond
- Una mamma per amica
- Un caso per due
- Unforgettable

### Telenovele
- Alen
- Aroma de cafè
- Betty la fea
- I due volti dell'amore
- La bottega dei miracoli
- La forza del desiderio
- Luna piena d'amore
- Terra nostra
- Terra nostra 2 - La speranza
- Pagine di vita
- Senza scrupoli

## Ricezione nel nord Italia
Fino al 24 luglio 2006 si riceveva ancora nel Nord Italia dal canale 36 (594 MHz), frutto di un accordo tra RSI e Rai, nel quale quest'ultima si impegna tuttora a lasciare libera (ed a far lasciare libera) questa frequenza.
Dal 31 dicembre 2007 fino allo switch-off del novembre 2010, è stato possibile ricevere LA1 in analogico in Valchiavenna sul canale 54 (738 MHz). Ciò, fortemente voluto dalla Comunità Montana della Valchiavenna, è stato possibile grazie a una speciale concessione emessa dallo Stato italiano per la particolare posizione della valle. Il canale svizzero è stato ripetuto anche da TV Mera, una piccola TV locale della Valchiavenna ora non più attiva.
Agli inizi del digitale terrestre è stata ritrasmessa anche nei mux delle TV locali TRS TV, Videostar e Videobergamo, con una copertura di buona parte del Nord Italia, fino a quando la RTSI ha diffidato queste emittenti locali.
Dal 6 maggio 2010 è possibile ricevere LA1 in Alto Adige tramite la rete digitale della Radiotelevisione Azienda Speciale; tramite la stessa rete dal giugno 2013 LA1 è ricevibile anche nella provincia di Trento.
Localmente, soprattutto nelle zone di confine (Varesotto, Comasco e in alcune zone della provincia di Milano), fino al 3 giugno 2019 si riusciva ancora a ricevere il segnale sulla piattaforma digitale terrestre.

## Loghi

1958-1982
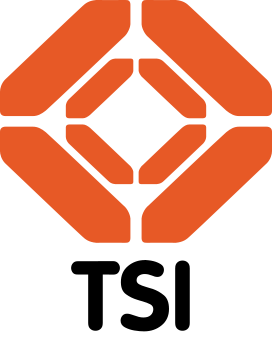
1993-1999[senza fonte]
1999[senza fonte]
1999-2009
1º marzo 2009 - 28 febbraio 2012
In uso dal 29 febbraio 2012